# Nikolaos Tselemendes
Nikolaos Tselemendes grec. Νικόλαος Τσελεμεντές (ur. 1878 we wsi Eksambela na wyspie Sifnos, zm. 2 marca 1958 w Atenach) – grecki kuchmistrz i restaurator.

## Życiorys
Pochodził z wyspy Sifnos na Cykladach, ale w młodym wieku przeniósł się wraz z rodziną do Aten, gdzie ukończył szkołę średnią. Po jej ukończeniu pracował początkowo jako urzędnik, a następnie zaczął naukę sztuki kucharskiej, w restauracji prowadzonej przez jego ojca i wuja. Umiejętności kulinarne doskonalił w Wiedniu. Po powrocie do kraju był ceniony jako organizator przyjęć wydawanych przez ambasadorów akredytowanych w Grecji. W 1910 r. rozpoczął wydawanie pierwszego w Grecji i pierwszego na Półwyspie Bałkańskim magazynu kulinarnego noszącego tytuł Przewodnik Kulinarny (Οδηγός Μαγειρικής, Odigos Majirikis). Pismo zawierało oprócz przepisów także porady dotyczące zdrowego odżywiania, a także wiadomości dotyczące gastronomii europejskiej. W 1919 r. objął stanowisko szefa kuchni w ateńskim hotelu Hermes, ale już rok później wyjechał do USA, gdzie pracował w kilku prestiżowych restauracjach. Równocześnie dokształcał się z zakresu dietetyki i zasad żywienia. W 1920 r. opublikował w Nowym Jorku swoją pierwszą książkę kucharską Cooking and Patisserie Guide. Po powrocie do Grecji w 1932 r. założył niewielką szkołę dla kucharzy, a także wydał pierwszą grecką książkę kucharską, która w kolejnych latach doczekała się piętnastu wydań. Uznawany za reformatora greckiej kuchni wprowadził do niej szereg potraw znanych z kuchni francuskiej (bouillabaisse, sos beszamelowy), a także z rosyjskiej (pirożki). W języku greckim słowo tselemendes do dziś stanowi synonim określenia książka kucharska.